# Mihalcea Hîncu

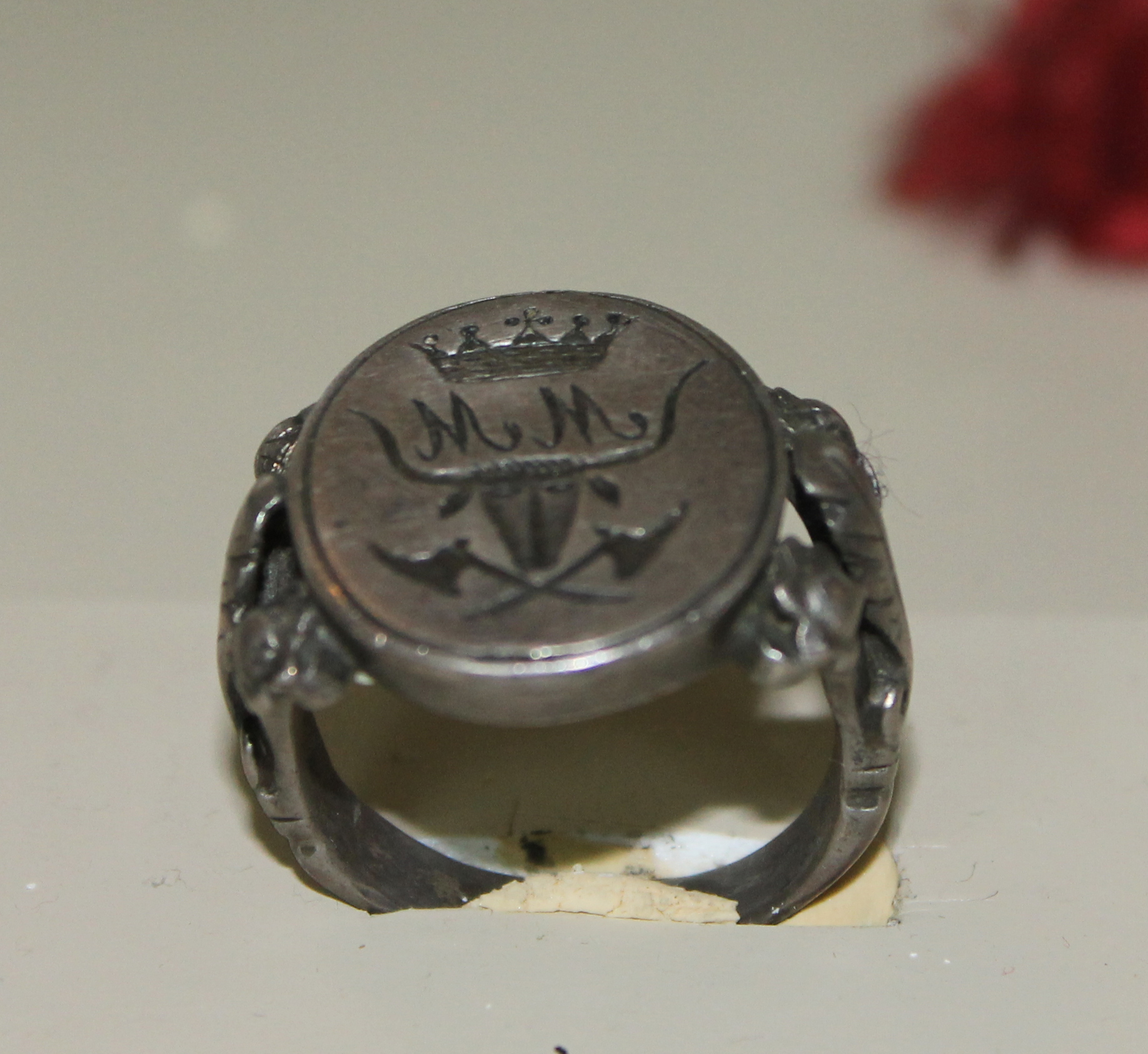
Inelul lui Mihalcea Hâncu. Monograma „M M” de pe inel vine de la „Mihalcea medelnicer” (funcția pe care o avea Hâncu atunci când a fost făcut inelul). Se păstrează la Chișinău, în Muzeul Național de Arheologie și Istorie a Moldovei

Mihalcea Hîncu (n. ?, Secăreni – d. 1698) a fost un boier moldovean.

## Urcarea în ierarhia boierească
Mihalcea Hîncu se remarcă prin slujbă credincioasă pe timpul lui Vasile Lupu, inclusiv pe câmpul de luptă. În 1653, după ce Vasile Lupu pierde domnia în favoarea lui Gheorghe Ștefan, Hîncu, împreună cu un grup de lăpușneni, fuge la turci.
Pașa din Silistra însă, primind bani de la noul domn al Moldovei, îl prinde pe Mihalcea Hîncu și îl trimite în lanțuri la Gheorghe Ștefan. Totuși, domnitorul îl iartă pe Hîncu, făcându-l armaș al doilea (însărcinat cu paza temnițelor și aplicarea pedepselor).
În 1660, pe timpul lui Ștefăniță Lupu, Mihalcea Hîncu este deja serdar (comandant de oști, îndeosebi de călărime), fiind trimis de domnitor, în fruntea unei oști de 1000 de oameni, să lupte alături de turci împotriva principelui Transilvaniei Gheorghe Rákóczi al II-lea. Pe 22 mai 1660, oastea otomană, împreună cu moldovenii și muntenii, îl zdrobește pe Rákóczi la Gilău, acesta retrăgându-se rănit la Oradea, unde și moare la scurtă vreme. În bătălia de la Gilău s-a remarcat, printre alții, și ceaușul Constantin Cantemir, viitorul domnitor al Moldovei.
În 1661, serdarul Mihalcea Hîncu îl sprijină pe Ștefăniță Lupu în luptele pentru tronul Moldovei împotriva lui Constantin Șerban.

## Răscoala (1671-1672)
Pe 9 decembrie 1671, se răscoală lăpușnenii și orheienii conduși de boierii Mihalcea Hîncu și Apostol Durac. Printre motivele principale ale răscoalei se numără fiscalitatea excesivă impusă de domnitorul Gheorghe Duca și de boierii greci.
Răsculații ocupă Iașiul, jefuiesc curțile și casele boierești și negustorești, omorând grecii pe care îi prind.
Gheorghe Duca fuge peste Dunăre cu câțiva boieri. Se întoarce în scurt timp, primind ajutor din partea turcilor și tătarilor.
Astfel, la Iepureni, oastea lui Duca, condusă de boierul Alexandru Buhuș, îi învinge pe răsculați, dispersându-i. Ulterior, răsculații sunt înfrânți la Pașcanii din ținutul Orheiului și lângă satul Ulmu.
Urmează represiunea lui Duca, mulți oameni din ținuturile răsculate fiind robiți de tătari, spânzurați sau trași în țeapă.

## Robia și ctitorirea mănăstirii Hîncu
În 1674 Mihalcea Hîncu este luat în robie de către tătari, iar fiul său, Dumitrașcu Hîncu, vinde o parte din avere pentru a-l răscumpăra.
Se consideră că scăparea din robie l-a făcut să ctitorească în 1678 o mănăstire în inima codrilor - mănăstirea Hîncu (cu hramul Sf. Parascheva.)

## Mihalcea Hîncu în amintirea urmașilor
Mihalcea Hîncu moare în 1698.
De numele lui Hîncu este legată denumirea orașului Hîncești din Republica Moldova, precum și mănăstirea pe care a ctitorit-o.
Strada principală a orașului Hîncești poartă numele lui Mihalcea Hîncu, iar blazonul familiei Hîncu apare și pe stema actuală a orașului.
În limba română au intrat și câteva expresii care fac referire la Mihalcea Hîncu:  Vodă da, iar Hîncu ba (îi spui una, iar el îți răspunde alta), Cât Hîncu și pământul (foarte mult), Neamul lui Hîncu (cei de se opun legilor).
De exemplu, Mihai Eminescu, în conferința Influența austriacă asupra românilor din Principate, folosește două dintre expresiile de mai sus referitoare la Hîncu:
„Vodă, adică statul, putea să zică da, Hîncu zicea ba și pe-a lui Hîncu rămânea...; cum, prin înmulțirea neamului lui Hîncu, influența economică a Austriei vecine devine destructivă, și cum sub ea abia Hîncul își deschide ochii, se sparie din câte vede și nu știe de unde vin relele, nu știe că vin din ba al lui... [...] Vodă, adică statul, era cu mâinile legate. Vodă zicea da și Hîncu ba, și neamul lui Hîncu creștea din ce în ce.”—M. Eminescu, Opere IX, p. 167 și p. 172 în S. Dumistrăcel Dicționar de expresii românești, p.192-193.